# Qin Ling

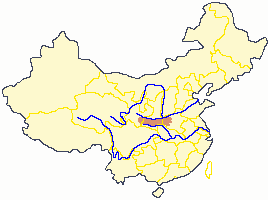
Pasmo Qin Ling zaznaczone na różowo

Qin Ling (chiń. upr. 秦岭; chiń. trad. 秦嶺; pinyin Qín Lǐng) – góry we wsch. części Chin o dł. ponad 1000 km. Najwyższym szczytem jest Taibai Shan (3767 m). Zostały ostatecznie wypiętrzone w czasie trzeciorzędowych i czwartorzędowych ruchów tektonicznych. Zbudowane są najczęściej z paleozoicznych skał metamorficznych oraz granitów. Opadają one ku północy, w kierunku doliny rzeki Wei He wysokim progiem tektonicznym. Głęboko rozcięte doliny górskich rzek stanowią dział wodny między dorzeczami Huang He i Jangcy.